# Анаденантера
Анаденантера (лат. Anadenanthera) — род деревьев семейства Бобовые, произрастающие в Южной Америке.
Кора и семена растений содержат буфотенин, диметилтриптамин, 5-метоксидиметилтриптамин и другие производные триптамина.

## Виды
По информации базы данных The Plant List, род включает 2 вида:
- Anadenanthera colubrina
  - Anadenanthera colubrina var. cebil
  - Anadenanthera colubrina var. colubrina
- Anadenanthera peregrina
  - Anadenanthera peregrina var. falcata
  - Anadenanthera peregrina var. peregrina